# ALADIN
ALADIN（アラジン、All Around DOCOMO Information systems：オール・アラウンド・ドコモ・インフォメーション・システムズ）は、NTTドコモの顧客情報管理システムである。

## 概要
富士通株式会社により開発された。インフォメーションセンターと全国2,000箇所以上のドコモショップを連携し、新規携帯端末の販売から在庫管理に至る一連の顧客対応プロセスを、リアルタイムに支援する顧客情報管理システムである。

## 名称の由来
ディズニーアニメ『アラジン』に由来する。スペルはAll Around DOCOMO Information systemsの頭文字を取っており、アラジン本来のAladdinとは異なる。
名称のスペルにライバル他社の名称であるDDIが入ることを避けるためとされている。

## システム構成
サーバーのOSはSolarisであり、データベースOracleである。VPN利用による暗号化処理、認証処理、5000万を超えるレコードの膨大さにより、顧客検索は5秒から10秒程度時間がかかる。
サーバーにかかる負荷が予測を超えたため、2007年3月31日にサーバーがクラッシュしドコモショップは営業停止状態になった。